# Геодезична лінія

Геодезичний трикутник на сфері. Геодезичні лінії — це дуги великих кіл.

Геодези́чна лі́нія — крива на гладкому многовиді, головна нормаль якої ортогональна до многовиду. Геодезична лінія є узагальненням поняття прямої на викривлені (неевклідові) простори: така лінія для двох близько розташованих точок буде найкоротшою. 
Зокрема геодезичними лініями будуть:
- на площині — пряма;
- на сфері — велике коло;
- на еліпсоїді, в загальному випадку, це незамкнена крива, що задається через еліптичні довготу і широту[1].
- у просторі Мінковського геодезичною є світова лінія вільної матеріальної точки.

У метричних просторах поняття геодезичної лінії узагальнюється поняттям квазігеодезичної лінії. В загальній теорії відносності Ейнштейна по геодезичних лініях викривленого простору-часу рухаються пробні частинки. Рівняння геодезичної в цьому випадку є рівнянням руху частинки. 

Геодезична на сплюснутому еліпсоїді

### Властивості кривої на многовиді
В охоплюючому многовид евклідовому просторі рівняння кривої задається функцією радіус-вектора {\displaystyle \mathbf {r} } точки кривої від параметра {\displaystyle t} кривої: {\displaystyle \mathbf {r} =\mathbf {r} (t)}. Оскільки ця крива також лежить на {\displaystyle n}-вимірному многовиді, який задається рівнянням: {\displaystyle \mathbf {r} =\mathbf {r} (u^{1},u^{2},...u^{n})}, то рівняння кривої дається функціями координат многовиду від параметра кривої {\displaystyle t}:
{\displaystyle (1)\qquad u^{i}=u^{i}(t)\qquad i=1,2,...n}
Вектор кривини кривої є другою похідною від радіус-вектора по натуральному параметру {\displaystyle s} кривої):
{\displaystyle \qquad \mathbf {k} ={d^{2}\mathbf {r}  \over ds^{2}}}
Одиничний вектор {\displaystyle n} вздовж вектора кривини {\displaystyle \mathbf {k} } є головною нормаллю кривої.
Вектор кривини {\displaystyle \mathbf {k} } можна розкласти на дві частини: паралельну до многовиду й ортогональну до нього.
{\displaystyle \qquad \mathbf {k} =\mathbf {k} _{||}+\mathbf {k} _{\bot }}
Паралельна частина кривини {\displaystyle \mathbf {k} _{||}} називається геодезичною кривиною кривої. Згідно з означенням, для геодезичної лінії вона дорівнює нулю.
Обчислимо геодезичну кривину:
{\displaystyle (2)\qquad \mathbf {k} ={d^{2}\mathbf {r} (u(t)) \over ds^{2}}={d \over ds}\left(\mathbf {r} _{i}{du^{i} \over ds}\right)=\mathbf {r} _{i}{d^{2}u^{i} \over ds^{2}}+\mathbf {r} _{ij}{du^{i} \over ds}{du^{j} \over ds}=({d^{2}u^{i} \over ds^{2}}+\Gamma _{jk}^{i}{du^{j} \over ds}{du^{k} \over ds})\mathbf {r} _{i}+\mathbf {b} _{ij}{du^{i} \over ds}{du^{j} \over ds}}
Отже контраваріантні координати геодезичної кривини дорівнюють:
{\displaystyle (3)\qquad k^{i}={d^{2}u^{i} \over ds^{2}}+\Gamma _{jk}^{i}{du^{j} \over ds}{du^{k} \over ds}}

### Функціонал довжини кривої
Найкоротшою лінією на многовиді, що сполучає дві точки многовида, є відрізок геодезичної лінії.
Розглянемо варіацію функціонала довжини кривої, параметр кривої {\displaystyle t} пробігає значення від {\displaystyle a} до {\displaystyle b}:
{\displaystyle (4)\qquad S=\int _{a}^{b}{\dot {\mathbf {r} }}\,dt}{\displaystyle =\int _{a}^{b}{\sqrt {{\dot {\mathbf {r} }}^{2}}}\;dt}

### Перша варіація
У точці локального екстремуму перша варіація дорівнює нулю (для спрощення запису в наступних перетвореннях не будемо писати межі інтегрування).
{\displaystyle (5)\qquad \delta S=\int \delta {\sqrt {{\dot {\mathbf {r} }}^{2}}}\;dt=\int {{\dot {\mathbf {r} }} \over |{\dot {\mathbf {r} }}|}\cdot \delta {\dot {\mathbf {r} }}\;dt=-\int ({d \over dt}{{\dot {\mathbf {r} }} \over |{\dot {\mathbf {r} }}|})\cdot \delta \mathbf {r} \;dt=-\int {d^{2}\mathbf {r}  \over ds^{2}}\cdot \delta \mathbf {r} \;ds=-\int \mathbf {k} \cdot \delta \mathbf {r} \;ds}
В останній формулі варіація точок кривої {\displaystyle \delta \mathbf {r} } лежить у дотичному до многовида афінному просторі, і ми можемо записати:
{\displaystyle \delta \mathbf {r} =\mathbf {r} _{i}\delta u^{i}}
Оскільки варіації {\displaystyle \delta u^{i}} довільні (хоча малі), то для рівності нулю останнього інтеграла в формулі (5) треба, щоб вектор кривини кривої (2) був ортогональним до многовиду, тобто геодезична кривина (3) дорівнювала нулю:
{\displaystyle (6)\qquad {d^{2}u^{i} \over ds^{2}}+\Gamma _{jk}^{i}{du^{j} \over ds}{du^{k} \over ds}=0}
Формула (6) є рівнянням геодезичної лінії — диференційним рівнянням відносно невідомих функцій {\displaystyle u^{i}=u^{i}(s)} при заданій метриці на многовиді (а отже і заданих символах Крістофеля {\displaystyle \Gamma _{jk}^{i}}).

### Друга варіація
Повторимо обчислення варіації довжини кривої (4), але тепер будемо враховувати одночасно доданки першого й другого порядків. Для обчислень нам знадобиться розклад у ряд Тейлора (до членів другого порядку включно) функції квадратного кореня {\displaystyle f(x)={\sqrt {x}}}:
{\displaystyle f(x+\Delta x)={\sqrt {x+\Delta x}}\approx {\sqrt {x}}+{1 \over 2{\sqrt {x}}}\Delta x-{1 \over 8x^{3 \over 2}}(\Delta x)^{2}}
Підінтегральний вираз формули (4) для проварійованої кривої дорівнює:
{\displaystyle \qquad {\sqrt {({\dot {\mathbf {r} }}+\delta {\dot {\mathbf {r} }})^{2}}}={\sqrt {{\dot {\mathbf {r} }}^{2}+(2({\dot {\mathbf {r} }}\cdot \delta {\dot {\mathbf {r} }})+(\delta {\dot {\mathbf {r} }})^{2})}}}
або, розкладаючи в ряд з точністю до членів другого порядку:
{\displaystyle (7)\qquad {\sqrt {({\dot {\mathbf {r} }}+\delta {\dot {\mathbf {r} }})^{2}}}\approx |{\dot {\mathbf {r} }}|+{1 \over 2|{\dot {\mathbf {r} }}|}(2({\dot {\mathbf {r} }}\cdot \delta {\dot {\mathbf {r} }})+(\delta {\dot {\mathbf {r} }})^{2})-{1 \over 8|{\dot {\mathbf {r} }}|^{3}}(2({\dot {\mathbf {r} }}\cdot \delta {\dot {\mathbf {r} }})^{2}+(\delta {\dot {\mathbf {r} }})^{2}))\approx |{\dot {\mathbf {r} }}|+{{\dot {\mathbf {r} }} \over |{\dot {\mathbf {r} }}|}\delta {\dot {\mathbf {r} }}+{1 \over 2|{\dot {\mathbf {r} }}|^{3}}({\dot {\mathbf {r} }}^{2}(\delta {\dot {\mathbf {r} }})^{2}-({\dot {\mathbf {r} }}\cdot \delta {\dot {\mathbf {r} }})^{2})}
Розглянемо детальніше середній доданок в останньому виразі. У ньому ми маємо одиничний дотичний вектор {\displaystyle {\boldsymbol {\tau }}={{\dot {\mathbf {r} }} \over |{\dot {\mathbf {r} }}|}={d\mathbf {r}  \over ds}}.
{\displaystyle \int _{a}^{b}({\boldsymbol {\tau }}\cdot \delta {\dot {\mathbf {r} }})\;dt=-\int _{a}^{b}{d{\boldsymbol {\tau }} \over dt}\cdot \delta \mathbf {r} \;dt=-\int _{0}^{S}\mathbf {k} \cdot \delta \mathbf {r} \;ds}
Варіація {\displaystyle \delta \mathbf {r} } за формулою Тейлора виражається через варіацію {\displaystyle \delta u^{i}} координат на многовиді з точністю до членів другого порядку:
{\displaystyle \delta \mathbf {r} \approx \mathbf {r} _{i}\delta u^{i}+{1 \over 2}\mathbf {r} _{ij}\delta u^{i}\delta u^{j}}
Збираючи все докупи, знаходимо першу й другу варіації, при цьому вважаючи параметр кривої натуральним:
{\displaystyle (8)\qquad S(u+\delta u)=S(u)+\delta S+{1 \over 2}\delta ^{2}S+\cdots }
{\displaystyle (9)\qquad \delta S=-\int k_{i}\delta u^{i}\;ds}
{\displaystyle (10)\qquad \delta ^{2}S=\int \left(-\mathbf {k} \cdot (\Gamma _{ij}^{s}\mathbf {r} _{s}+\mathbf {b} _{ij})\delta u^{i}\delta u^{j}+(\delta {\boldsymbol {\tau }})^{2}-({\boldsymbol {\tau }}\cdot \delta {\boldsymbol {\tau }})\right)\;ds}
Другу варіацію можна повністю подати через варіації координат {\displaystyle \delta u^{i},\delta {\dot {u}}^{i}=\delta \tau ^{i}} .
{\displaystyle \delta {\boldsymbol {\tau }}=\delta (\mathbf {r} _{i}\tau ^{i})=\mathbf {r} _{i}\delta \tau ^{i}+\mathbf {r} _{ij}\tau ^{i}\delta u^{j}=(\delta \tau ^{i}+\Gamma _{jk}^{i}\tau ^{k}\delta u^{j})\mathbf {r} _{i}+\mathbf {b} _{ij}\tau ^{i}\delta u^{j}}
Позначимо {\displaystyle \qquad D\tau ^{i}} варіацію одиничного дотичного вектора (разом із паралельним переносом на варіацію зміщення)
{\displaystyle (11)\qquad D\tau ^{i}=\delta \tau ^{i}+\Gamma _{jk}^{i}\tau ^{k}\delta u^{j}}
Тоді обчислюємо, враховуючи ортогональність векторів {\displaystyle \mathbf {r} _{i},\mathbf {b} _{jk}}:
{\displaystyle (\delta {\boldsymbol {\tau }})^{2}=(D\tau ^{i}\mathbf {r} _{i}+b_{ij}\tau ^{i}\delta u^{j})^{2}=g_{ij}D\tau ^{i}D\tau ^{j}+(\mathbf {b} _{ij}\cdot \mathbf {b} _{kl})\tau ^{i}\tau ^{k}\delta u^{j}\delta u^{l}}
{\displaystyle ({\boldsymbol {\tau }}\cdot \delta {\boldsymbol {\tau }})=g_{ij}\tau ^{i}D\tau ^{j}}
І нарешті враховуємо зв'язок тензора Рімана через вектори повної кривини:
{\displaystyle R_{ijkl}=(\mathbf {b} _{ik}\cdot \mathbf {b} _{jl})-(\mathbf {b} _{il}\cdot \mathbf {b} _{jk})}
Підставляємо обчислені вирази в другу варіацію:
{\displaystyle (12)\qquad \delta ^{2}S=\int \left(-\Gamma _{ij}^{s}k_{s}\delta u^{i}\delta u^{j}+{1 \over 2}g_{ij}g_{kl}(\tau ^{i}\wedge D\tau ^{k})(\tau ^{j}\wedge D\tau ^{l})-{1 \over 4}R_{ijkl}(\tau ^{i}\wedge \delta u^{j})(\tau ^{k}\wedge \delta u^{l})\right)\;ds}
Де введено позначення зовнішнього добутку векторів — бівектора, або орієнтованої площадки, побудованої на двох векторах:
{\displaystyle a^{i}\wedge b^{j}=a^{i}b^{j}-a^{j}b^{i}}

### Обговорення формул варіацій геодезичної лінії
В формулу (9) для першої варіації входить скалярний добуток геодезичної кривини на варіацію координати. Якщо поблизу геодезичної лінії провести хвилясту лінію, близьку до синусоїди з частотою {\displaystyle \omega }, то для цієї хвилястої лінії матимемо приблизно таку геодезичну кривину: {\displaystyle k^{i}\approx -\omega ^{2}\delta u^{i}}. У цьому випадку скалярний добуток буде від'ємним (в евклідовому просторі): {\displaystyle k_{i}\delta u^{i}\approx -\omega ^{2}(\delta u^{i})^{2}}, а перша варіація (9) відповідно додатня: {\displaystyle \delta S>0}. Це означає, що хвиляста лінія завжди довша за геодезичну. (Звичайно, в псевдоевклідовому просторі це не так, оскільки квадрат вектора може бути як додатнім, так і від'ємним. У загальній теорії відносності тіла рухаються по геодезичній не тому, що так коротше, а з іншої причини — за інтерференційним принципом Гюйгенса для хвиль, адже нульова перша варіація означає, що при русі двох хвиль близькими траєкторіями фаза хвиль збігається).
У формулі другої варіації (10) для геодезичної лінії перший доданок у підінтегральному виразі перетворюється на нуль. Другий доданок завжди додатній, як квадрат бівектора {\displaystyle \tau ^{i}\wedge D\tau ^{j}}. Третій доданок може бути як додатнім, так і від'ємним. Зокрема, у плоскому просторі тензор Рімана дорівнює нулю {\displaystyle R_{ijkl}=0}, тому друга варіація завжди додатна, а отже будь-який відрізок геодезичної є локально найкоротшою лінією.
Якщо ж третій доданок від'ємний, то може трапитись, що між точками можна провести іншу лінію, яка буде коротшою за першу. Наприклад, дуга великого кола на двовимірній сфері є геодезичною лінією: якщо така дуга коротша за {\displaystyle \pi R}, то вона буде найкоротшим шляхом між двома точками; якщо дуга дорівнює {\displaystyle \pi R}, то між двома точками (полюсами) можна провести багато однакових за довжиною геодезичних ліній (меридіанів); якщо ж довжина дуги великого кола більша {\displaystyle \pi R}, то кінцеві точки можна сполучити іншою дугою (близькою до геодезичної), яка матиме меншу довжину.
Взагалі можна довести, що на будь-якому многовиді досить короткий відрізок геодезичної завжди буде найкоротшим шляхом (на одиничній сфері «досить короткий» означає довжину менше π).

### Рівняння геодезичної для довільного параметра
Формула (6) справедлива для натурального параметра (тобто параметра довжини лінії), або для параметра, що пропорційний довжині лінії з одним і тим же коефіцієнтом пропорційності в усіх точках лінії. Але нам може знадобитися також і не натуральний параметр геодезичної лінії, наприклад якщо на двомірному многовиді (поверхні) задано координати {\displaystyle x,y} і ми шукаємо рівняння геодезичної у формі {\displaystyle y=y(x)}.
Похідні по параметру {\displaystyle t} будемо позначати крапкою вгорі. Маємо такий зв'язок з похідними по натуральному параметру:
{\displaystyle {du^{i} \over ds}={{\dot {u}}^{i} \over {\dot {s}}}}
{\displaystyle {d^{2}u^{i} \over ds^{2}}={d \over ds}\left({{\dot {u}}^{i} \over {\dot {s}}}\right)={1 \over {\dot {s}}}{d \over dt}\left({{\dot {u}}^{i} \over {\dot {s}}}\right)={1 \over {\dot {s}}^{2}}({\ddot {u}}^{i}-{{\ddot {s}} \over {\dot {s}}}{\dot {u}}^{i})}
Підставляючи ці похідні в формулу (6) і помножуючи на {\displaystyle {\dot {s}}^{2}}, одержимо:
{\displaystyle (13)\qquad {\ddot {u}}^{i}-{{\ddot {s}} \over {\dot {s}}}{\dot {u}}^{i}+\Gamma _{jk}^{i}{\dot {u}}^{j}{\dot {u}}^{k}=0}
Зауважимо, що формула (13), не розв'язана відносно других похідних, оскільки другі похідні координат входять в {\displaystyle {\ddot {s}}}.

### Геодезична лінія двомірної поверхні
Виберемо на поверхні, заданої рівнянням {\displaystyle z=z(x,y)} координати {\displaystyle u^{1}=x,\;u^{2}=y}. Квадрат елемента довжини запишеться (частинні похідні позначаємо індексом внизу {\displaystyle z_{x}={\partial z/\partial x},\;z_{y}={\partial z/\partial y}}):
{\displaystyle \qquad ds^{2}=dx^{2}+dy^{2}+dz^{2}=(1+z_{x}^{2})dx^{2}+2z_{x}z_{y}dxdy+(1+z_{y}^{2})dy^{2}}
Звідки метричний тензор:
{\displaystyle \qquad g_{ij}=\delta _{ij}+z_{i}z_{j}}
Цей тензор має два власні вектори : {\displaystyle z_{i}} і ортогональний до нього {\displaystyle a_{i}}. Маємо:
{\displaystyle \qquad \sum _{j}g_{ij}z_{j}=z_{i}+z_{i}\sum _{j}z_{j}^{2}=\lambda z_{i}}
де власне число
{\displaystyle \qquad \lambda =1+\sum _{i}z_{i}^{2}=1+z_{x}^{2}+z_{y}^{2}}
Для ортогонального вектора {\displaystyle a_{i}} власне число дорівнює одиниці:
{\displaystyle \qquad \sum _{j}g_{ij}a_{j}=a_{i}+z_{i}\sum _{j}z_{j}a_{j}=a_{i}}
Визначник метричного тензора дорівнює добутку цих двох власних чисел:
{\displaystyle \qquad g=\det(g_{ij})=1\cdot \lambda =1+z_{x}^{2}+z_{y}^{2}}
Тепер ми можемо знайти символи Крістофеля:
{\displaystyle \qquad \Gamma _{jk,i}={1 \over 2}(\partial _{j}g_{ik}+\partial _{k}g_{ij}-\partial _{i}g_{jk})={1 \over 2}(\partial _{j}(z_{i}z_{k})+\partial _{k}(z_{i}z_{j})-\partial _{i}(z_{j}z_{k}))=z_{i}z_{jk}}
Оскільки вектор градієнта {\displaystyle z_{i}} буде власним вектором для оберненої матриці {\displaystyle g^{ij}} з власним числом {\displaystyle {1 \over \lambda }={1 \over g}}, то легко знаходяться і символи Крістофеля з верхніми індексами:
{\displaystyle (14)\qquad \Gamma _{jk}^{i}=g^{is}\Gamma _{jk,s}=(g^{is}z_{s})z_{jk}=z_{i}{z_{jk} \over g}}
Користуючись щойно написаною формулою, ми можемо записати формулу (13) геодезичної лінії, з параметром {\displaystyle t=x=u^{1}}, помітивши, що:
{\displaystyle \qquad {\dot {u}}^{1}=x\,'=1,\qquad {\dot {u}}^{2}=y\,',\qquad {\ddot {u}}^{1}=0,\qquad {\ddot {u}}^{2}=y\,''}
Таким чином, маємо два рівняння:
{\displaystyle (15)\qquad {\ddot {u}}^{1}-{{\ddot {s}} \over {\dot {s}}}{\dot {u}}^{1}+\Gamma _{jk}^{1}{\dot {u}}^{j}{\dot {u}}^{k}=-{{\ddot {s}} \over {\dot {s}}}+{z_{x} \over g}\Phi =0}
{\displaystyle (16)\qquad {\ddot {u}}^{2}-{{\ddot {s}} \over {\dot {s}}}{\dot {u}}^{2}+\Gamma _{jk}^{2}{\dot {u}}^{j}{\dot {u}}^{k}=y\,''-{{\ddot {s}} \over {\dot {s}}}y\,'+{z_{y} \over g}\Phi =0}
Де введено позначення:
{\displaystyle \qquad \Phi =z_{jk}{\dot {u}}^{i}{\dot {u}}^{k}=z_{xx}+2z_{xy}y\,'+z_{yy}y\,'^{2}}
Обчислюючи {\displaystyle {\ddot {s}} \over {\dot {s}}} можна показати, що рівняння (15) і (16) еквівалентні між собою, і еквівалентні простішому рівнянню, яке утворюється при відніманні від (16) рівняння (15), домноженого на похідну {\displaystyle y\,'}.
{\displaystyle \qquad y\,''+{(z_{y}-z_{x}y\,')\Phi  \over g}=0}
звідки
{\displaystyle \qquad gy\,''=(z_{x}y\,'-z_{y})\Phi }
{\displaystyle (17)\qquad (1+z_{x}^{2}+z_{y}^{2})y\,''=(z_{x}y\,'-z_{y})(z_{xx}+2z_{xy}y\,'+z_{yy}y\,'^{2})}